# Clément Venturini
Clément Venturini (Villeurbanne, 16 ottobre 1993) è un ciclista su strada e ciclocrossista francese che corre per il team Arkéa-B&B Hotels; è professionista dal 2014.

## Palmarès

### Strada
- 2014 (Cofidis, una vittoria)

4ª tappa Rhône-Alpes Isère Tour (Charvieu-Chavagneux > Charvieu-Chavagneux)
- 2016 (Cofidis, una vittoria)

2ª tappa Österreich-Rundfahrt (Mondsee > Steyr)
- 2017 (Cofidis, due vittorie)

Classifica generale Quatre Jours de Dunkerque
6ª tappa Österreich-Rundfahrt (Sankt Johann im Pongau > Wels)
- 2018 (AG2R La Mondiale, una vittoria)

2ª tappa Route d'Occitanie (Saint-Gaudens > Masseube)

#### Altri successi
- 2014 (Cofidis)

Classifica a punti Rhône-Alpes Isère Tour
- 2016 (Cofidis)

Classifica a punti Rhône-Alpes Isère Tour
- 2017 (Cofidis)

Classifica a punti Quatre Jours de Dunkerque
Classifica giovani Quatre Jours de Dunkerque

### Cross
- 2010-2011 (Juniores)

Campionati del mondo, Juniors
- 2013-2014 (Under-23)

Campionati francesi, Under-23
- 2018-2019 (Elite)

Campionati francesi, Elite

## Piazzamenti

### Grandi Giri
- Giro d'Italia

2018: 104º
- Tour de France

2020: 104º
2025: 43º
- Vuelta a España

2019: 90º
2021: 97º

### Classiche monumento
- Milano-Sanremo

2018: 67º
2019: 24º
- Giro delle Fiandre

2015: ritirato
- Parigi-Roubaix

2015: ritirato

### Competizioni europee
- Campionati europei

Herning 2017 - In linea Elite: 90º